# Forte do Rabo Azedo
O Forte do Rabo Azedo localizava-se na ponta Azeda, a noroeste da ilha de São Sebastião, no litoral norte do estado brasileiro de São Paulo.

## História
Este forte foi erguido em 1820 pelo governador militar da Província de São Paulo, major Maximiliano Augusto Penido, artilhado com quatro peças. Cruzava fogos com o Forte da Sepetuba, batendo a barra norte do canal de São Sebastião. Defendido por uma pequena guarnição, sustentou o assalto da Corveta Sarandy, comandada pelo almirante Brown, e de um brigue, obrigando-os a se retirarem (18 de novembro de 1826). O mesmo autor considera-o arruinado, à época (1885).
GARRIDO (1940) complementa que o Almirante Brown navegava a serviço da Argentina.

## Características
Forte marítimo de pequenas dimensões, apresentava planta semelhante à do Forte da Feiticeira, consistindo em um retângulo com a parte frontal semicircular. estavam artilhados com três peças cada um, sendo duas na frente e uma na lateral direita, próxima ao mastro da bandeira.